# Prybytki (obwód homelski)
Prybytki (biał. Прыбыткі; ros. Прибытки, Pribytki; pol. hist. Przybytki) – agromiasteczko na Białorusi, w obwodzie homelskim, w rejonie homelskim, w sielsowiecie Prybytki, nad Ucią.
W XIX i w początkach XX w. wieś cerkiewna, w 1888 należąca do Betulińskiej. Położona była wówczas w Rosji, w guberni mohylewskiej, w powiecie homelskim. Następnie w granicach Związku Sowieckiego. Od 1991 w niepodległej Białorusi.